# Boxe nos Jogos Olímpicos de Verão da Juventude de 2018
As competições de boxe nos Jogos Olímpicos de Verão da Juventude de 2018 ocorreram entre 14 e 18 de outubro em um total de treze eventos. As competições aconteceram no Pavilhão Oceania, localizado no Parque Olímpico da Juventude em Buenos Aires, Argentina.
Atletas nascidos entre 1 de janeiro de 2000 e 31 de dezembro de 2001 estavam elegíveis para obter a classificação em um dos nove eventos masculinos e quatro femininos, através do Campeonato Mundial Feminino Juvenil da AIBA, em 2017, e das qualificatórias continentais em 2018.

## Calendário
| Outubro | 6 | 7 | 8 | 9 | 10 | 11 | 12 | 13 | 14 | 15 | 16 | 17 | 18 |
| ------- | - | - | - | - | -- | -- | -- | -- | -- | -- | -- | -- | -- |
| Boxe    |   |   |   |   |    |    |    |    |    |    |    | 8  | 5  |

|  | Dia de competição |  | Dia de final |

## Medalhistas

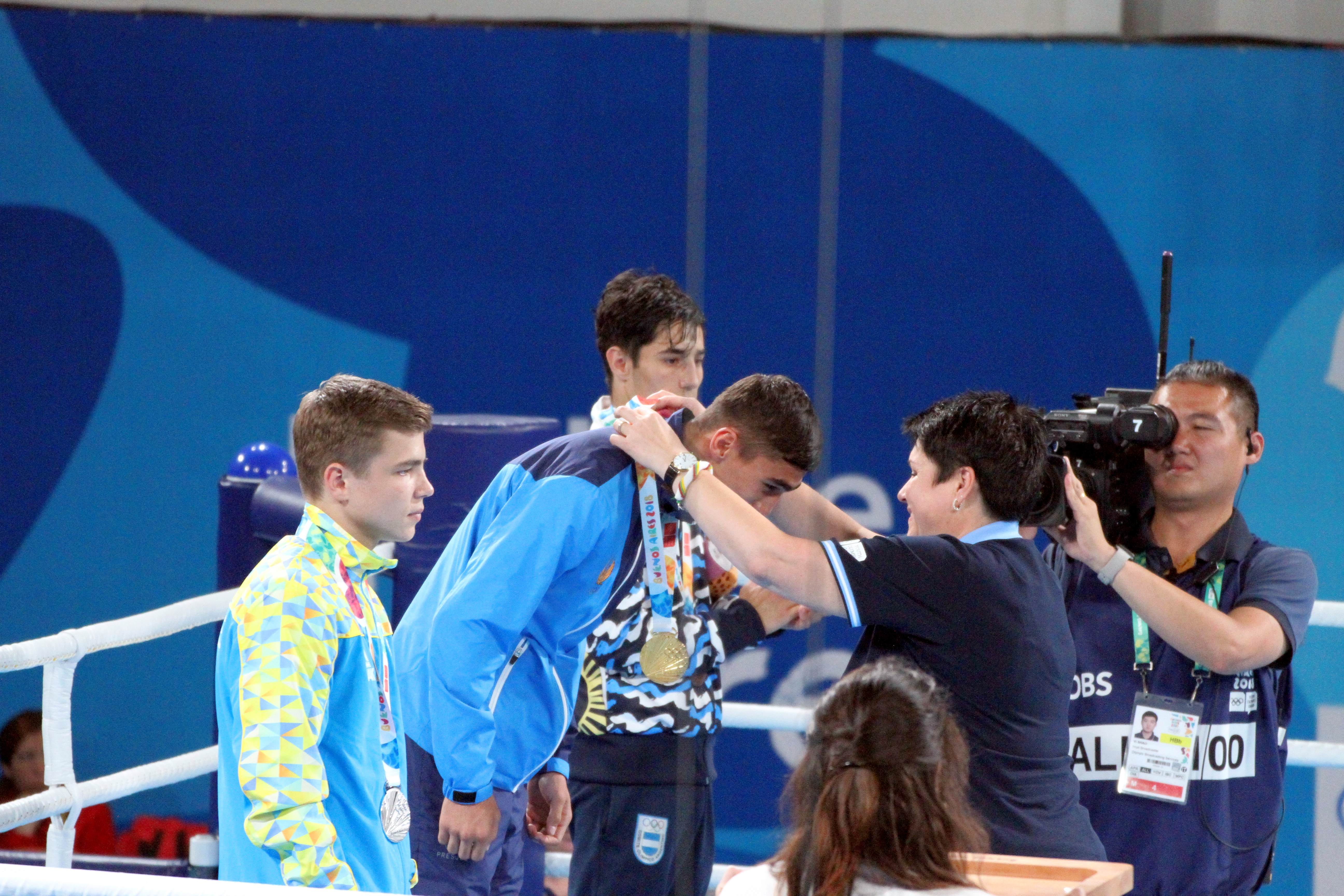
Cerimônia de premiação do peso galo masculino

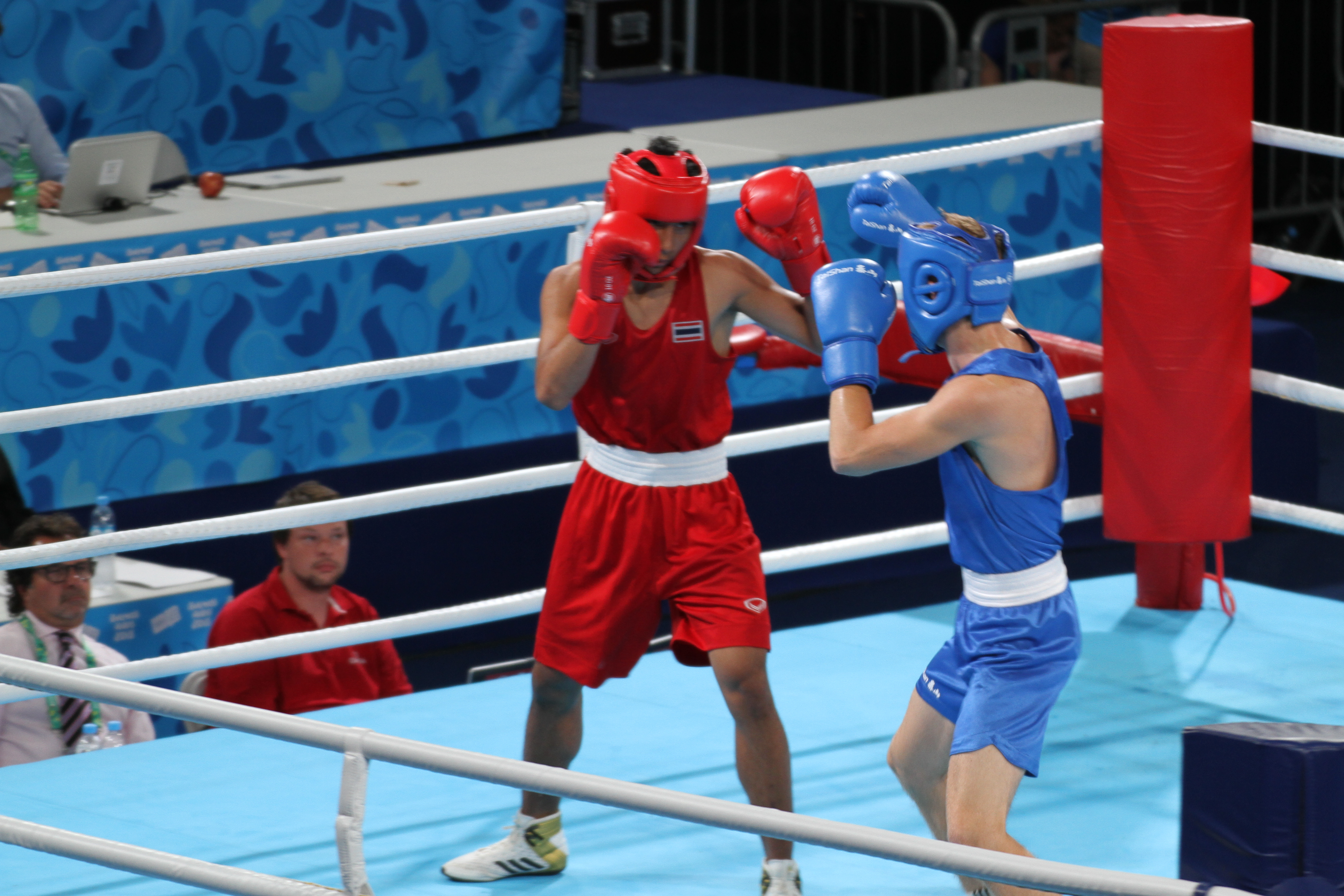
Final de peso leve masculino

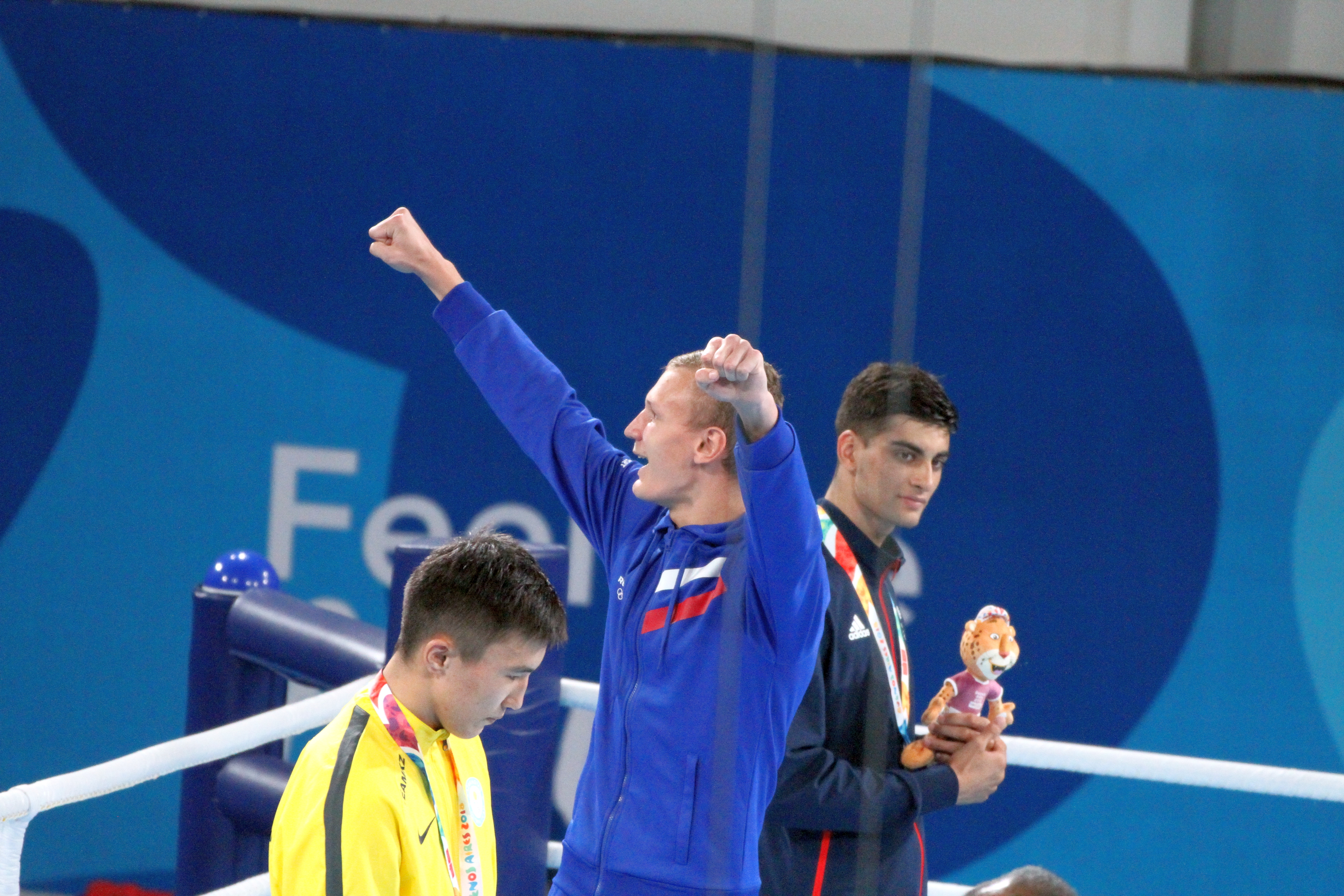
Cerimônia de premiação do peso meio-médio-ligeiro masculino

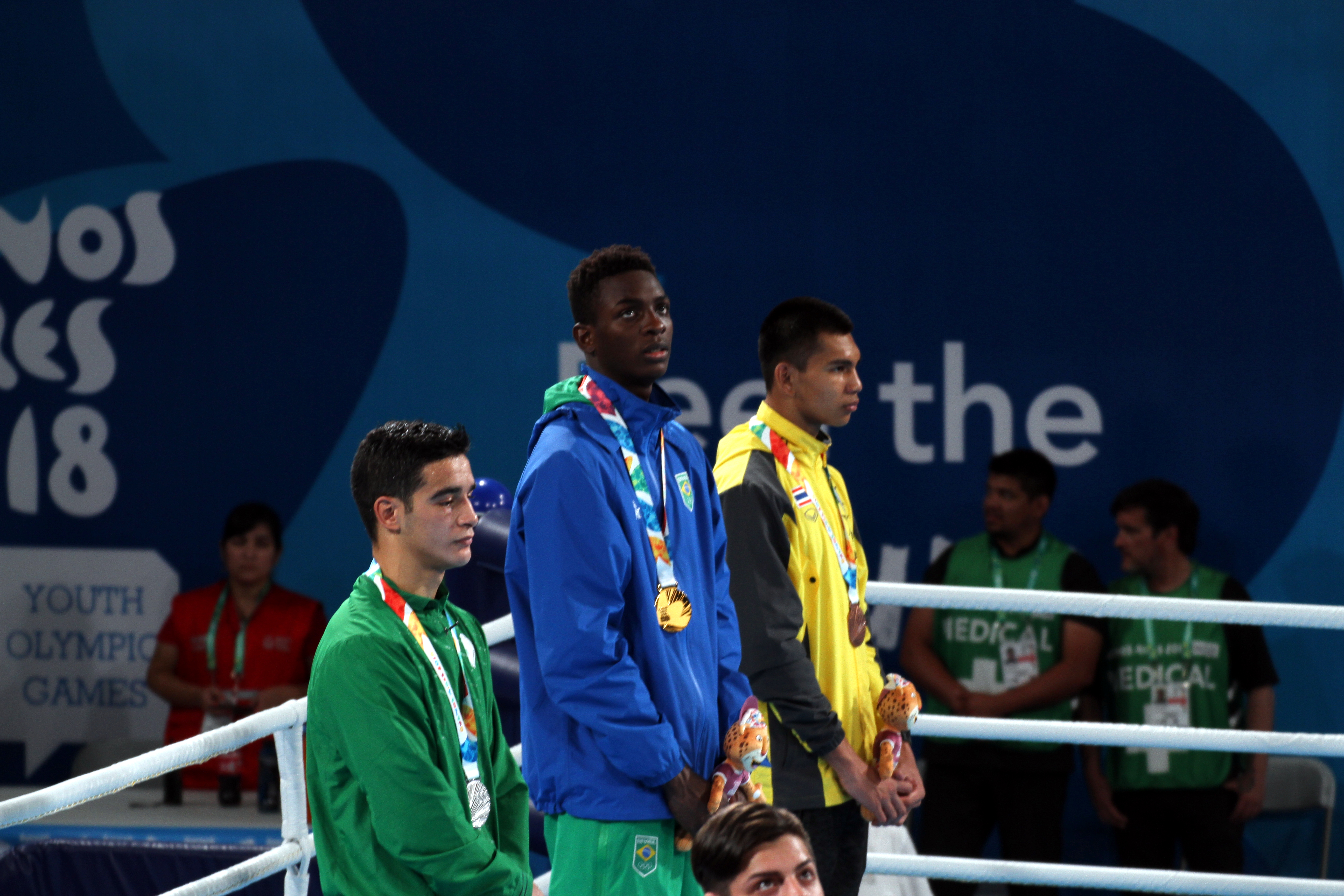
Cerimônia de premiação do peso médio masculino

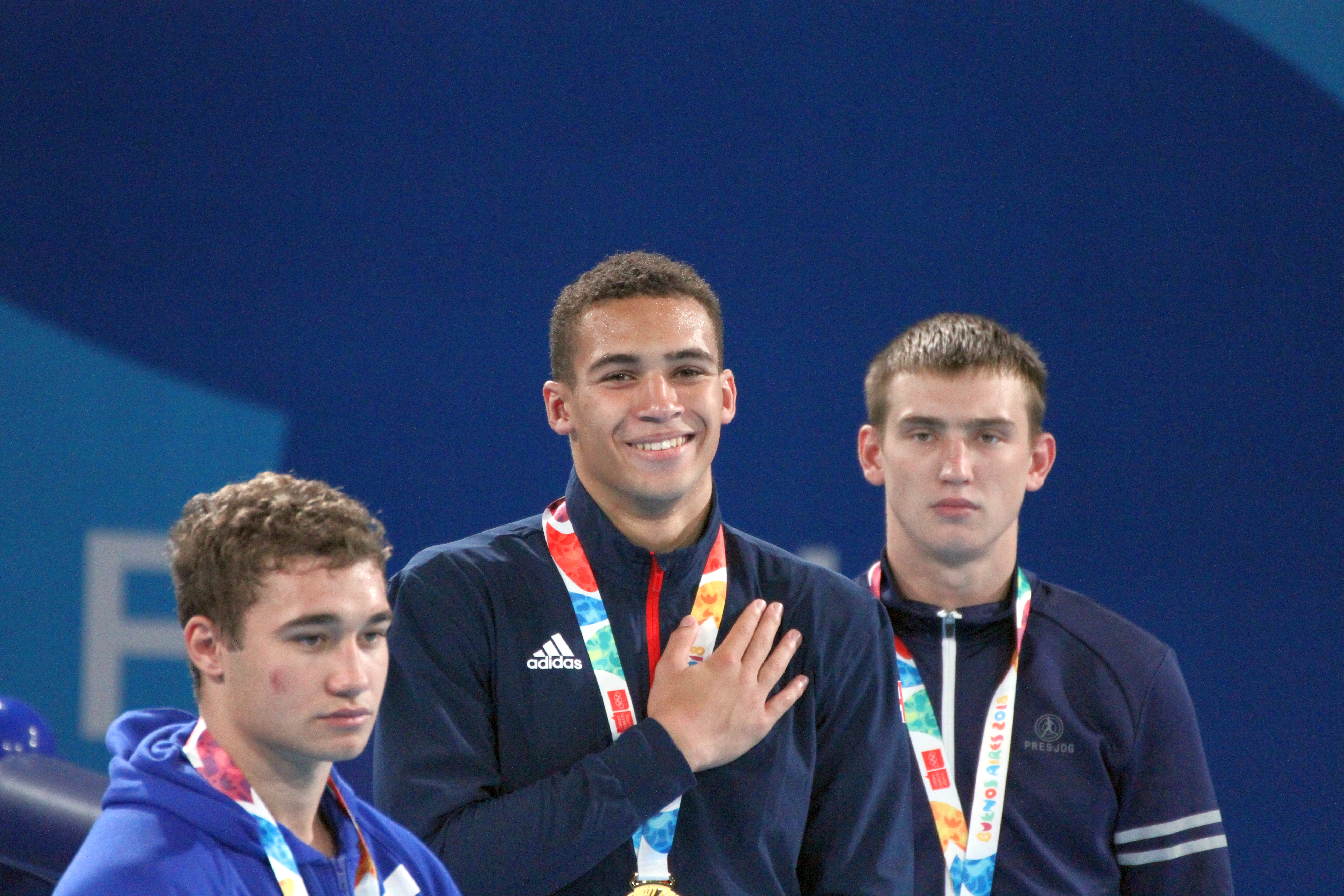
Cerimônia de premiação do peso meio-pesado masculino

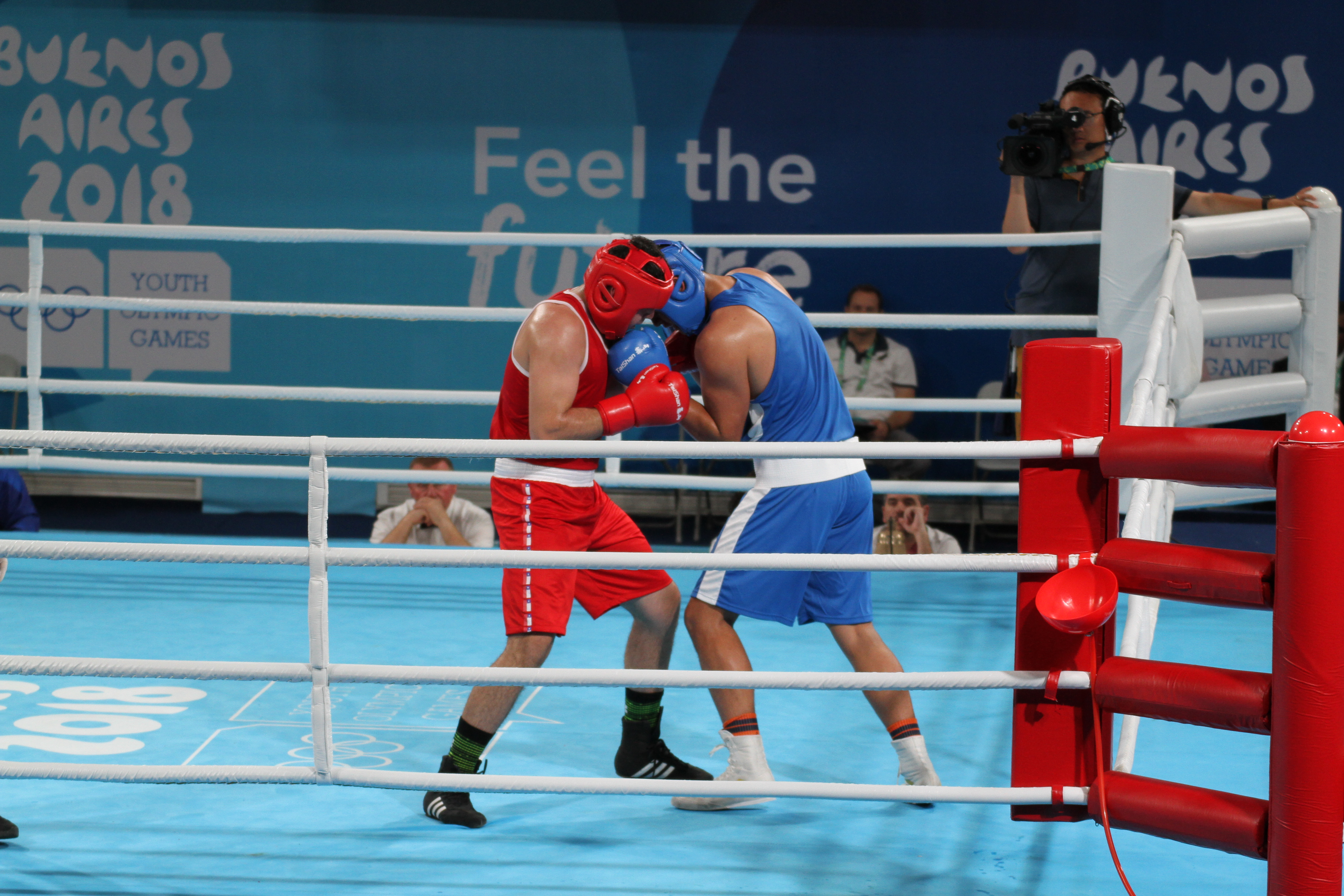
Disputa do quinto lugar no peso pesado masculino

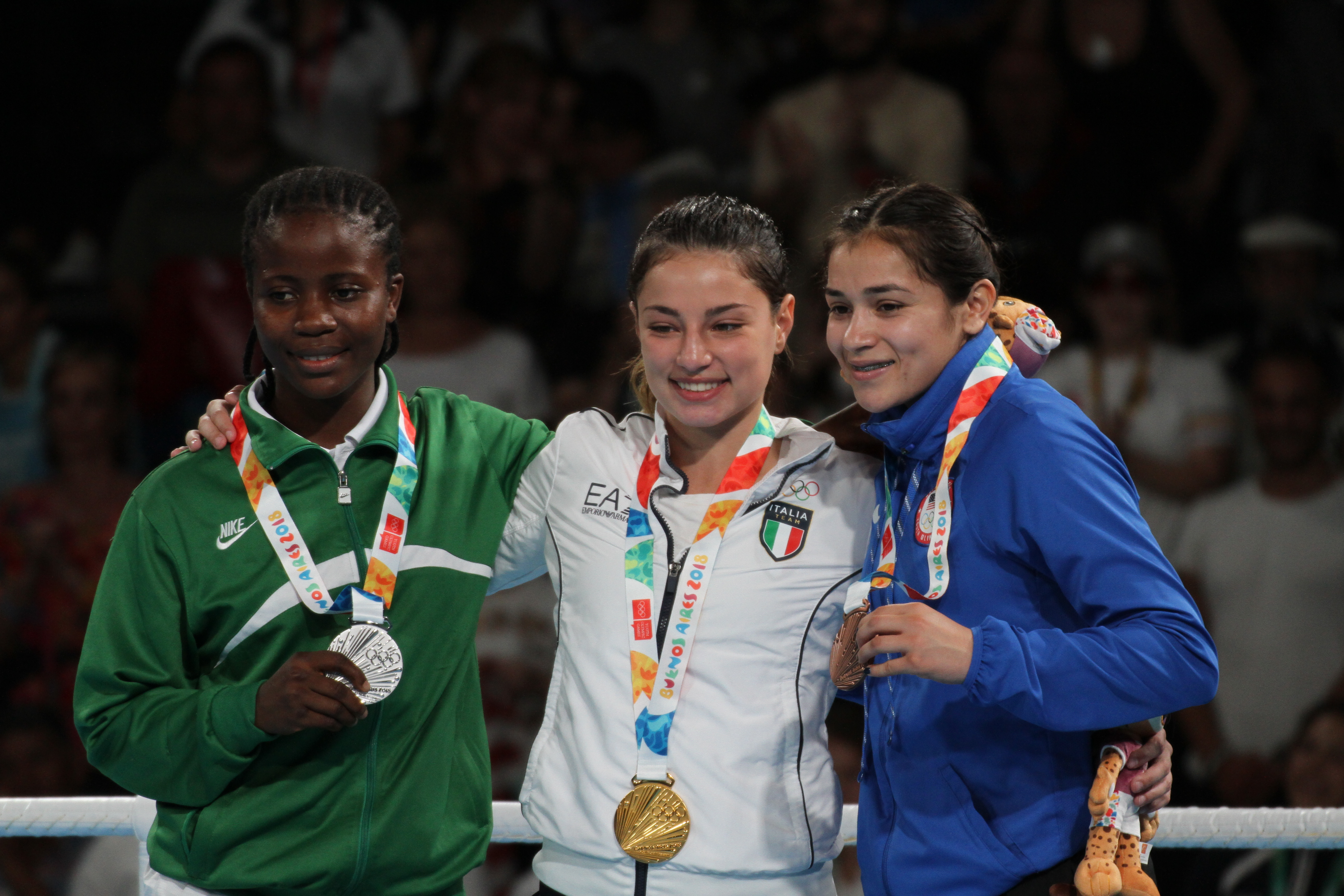
Cerimônia de premiação do peso mosca feminino

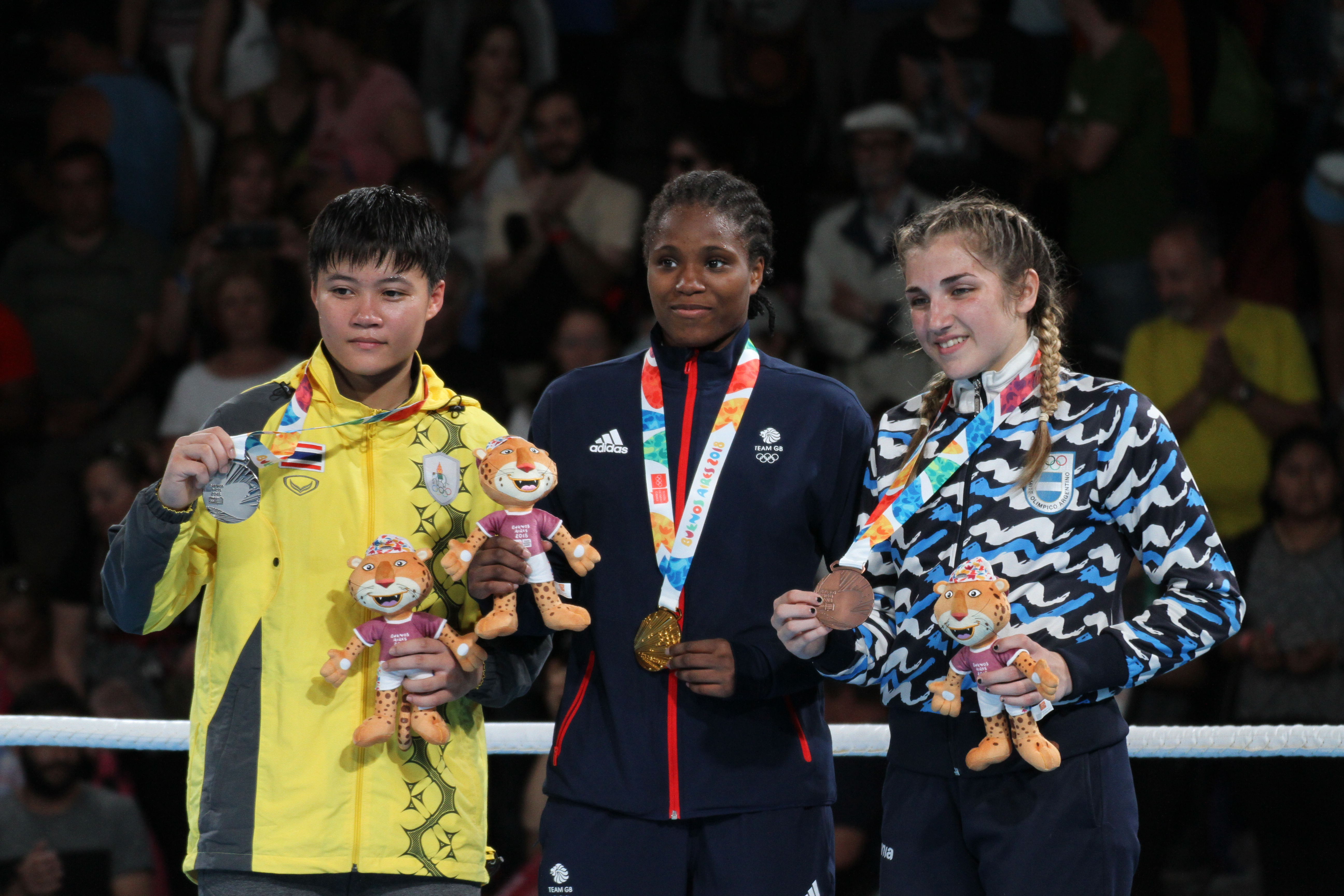
Cerimônia de premiação do peso leve feminino

Masculino
| Evento                                    | Ouro                               | Prata                           | Bronze                              |
| ----------------------------------------- | ---------------------------------- | ------------------------------- | ----------------------------------- |
| Peso mosca (–52 kg) detalhes              | Ivan Price GBR Grã-Bretanha        | Sarawut Sukthet THA Tailândia   | Luiz Gabriel Oliveira BRA Brasil    |
| Peso galo (–56 kg) detalhes               | Abdumalik Khalokov UZB Uzbequistão | Maksym Halinichev UKR Ucrânia   | Mirco Cuello ARG Argentina          |
| Peso leve (–60 kg) detalhes               | Atichai Phoemsap THA Tailândia     | Taras Bondarchuk UKR Ucrânia    | Nurlan Safarov AZE Azerbaijão       |
| Peso meio-médio-ligeiro (–64 kg) detalhes | Ilia Popov RUS Rússia              | Talgat Shaiken KAZ Cazaquistão  | Hassan Azim GBR Grã-Bretanha        |
| Peso meio-médio (–69 kg) detalhes         | Brian Arregui ARG Argentina        | Yassine Elouarz MAR Marrocos    | Jakhongir Rakhmonov UZB Uzbequistão |
| Peso médio (–75 kg) detalhes              | Keno Machado BRA Brasil            | Farid Douibi ALG Argélia        | Weerapon Jongjoho THA Tailândia     |
| Peso meio-pesado (–81 kg) detalhes        | Karol Itauma GBR Grã-Bretanha      | Ruslan Kolesnikov RUS Rússia    | Timur Merjanov UZB Uzbequistão      |
| Peso pesado (–91 kg) detalhes             | Aibek Oralbay KAZ Cazaquistão      | Mohamed Amine Hacid ALG Argélia | Alvin Canales PUR Porto Rico        |
| Peso superpesado (+91 kg) detalhes        | Aleksei Dronov RUS Rússia          | Damir Toibay KAZ Cazaquistão    | Ahmed Elsawy Awad Elbaz EGY Egito   |

Feminino
| Evento                       | Ouro                              | Prata                        | Bronze                           |
| ---------------------------- | --------------------------------- | ---------------------------- | -------------------------------- |
| Peso mosca (–51 kg) detalhes | Martina La Piana ITA Itália       | Adijat Gbadamosi NGR Nigéria | Heaven Garcia USA Estados Unidos |
| Peso pena (–57 kg) detalhes  | Panpatchara Somnuek THA Tailândia | Jennifer Carrillo MEX México | Dearbhla Rooney IRL Irlanda      |
| Peso leve (–60 kg) detalhes  | Caroline Dubois GBR Grã-Bretanha  | Porntip Buapa THA Tailândia  | Oriana Saputo ARG Argentina      |
| Peso médio (–75 kg) detalhes | Anastasiia Shamonova RUS Rússia   | Tallya Brillaux FRA França   | Nadezhda Ryabets KAZ Cazaquistão |

## Quadro de medalhas
| Ordem | País               | Medalha de ouro | Medalha de prata | Medalha de bronze |    |
| ----- | ------------------ | --------------- | ---------------- | ----------------- | -- |
| 1     | RUS Rússia         | 3               | 1                |                   | 4  |
| 2     | GBR Grã-Bretanha   | 3               |                  | 1                 | 4  |
| 3     | THA Tailândia      | 2               | 2                | 1                 | 5  |
| 4     | KAZ Cazaquistão    | 1               | 2                | 1                 | 4  |
| 5     | ARG Argentina      | 1               |                  | 2                 | 3  |
|       | UZB Uzbequistão    | 1               |                  | 2                 | 3  |
| 7     | BRA Brasil         | 1               |                  | 1                 | 2  |
| 8     | ITA Itália         | 1               |                  |                   | 1  |
| 9     | ALG Argélia        |                 | 2                |                   | 2  |
|       | UKR Ucrânia        |                 | 2                |                   | 2  |
| 11    | FRA França         |                 | 1                |                   | 1  |
|       | MAR Marrocos       |                 | 1                |                   | 1  |
|       | MEX México         |                 | 1                |                   | 1  |
|       | NGR Nigéria        |                 | 1                |                   | 1  |
| 15    | AZE Azerbaijão     |                 |                  | 1                 | 1  |
|       | EGY Egito          |                 |                  | 1                 | 1  |
|       | USA Estados Unidos |                 |                  | 1                 | 1  |
|       | IRL Irlanda        |                 |                  | 1                 | 1  |
|       | PUR Porto Rico     |                 |                  | 1                 | 1  |
| TOTAL | TOTAL              | 13              | 13               | 13                | 39 |